# Lampides potidalon
Lampides potidalon är en fjärilsart som beskrevs av Hans Fruhstorfer 1916. Lampides potidalon ingår i släktet Lampides och familjen juvelvingar. Inga underarter finns listade i Catalogue of Life.